# Takk…
Albums de Sigur Rós
( )
(2002) Með suð í eyrum við spilum endalaust
(2008)
Singles
1. Glósóli (en)
Sortie : 15 Août 2005
2. Sæglópur
Sortie : 16 Août 2005
3. Hoppípolla
Sortie : 28 Novembre 2005

Takk… (qui signifie « merci » en islandais) est le quatrième album du groupe Sigur Rós, sorti en septembre 2005. Le premier single, Glósóli, n'a bénéficié que d'une sortie numérique. Les deux autres singles sont Hoppípolla (sorti le 28 novembre 2005) et Sæglópur (sorti le 3 juillet 2006). Le single Hoppípolla a dû être réédité au Royaume-Uni en mai 2006 à la suite de l'apparition de la chanson dans la série Planet Earth.

## Liste des titres
Les titres sont suivis de leur traduction en français.
1. Takk… (Merci...)
2. Glósóli (Semelle brillante)
3. Hoppípolla (Sauter dans des flaques d'eau)
4. Með Blóðnasir (Avec le nez en sang)
5. Sé lest (Je vois un train)
6. Sæglópur (Perdu en mer)
7. Milanó (Milan)
8. Gong (Gong)
9. Andvari (Zéphyr)
10. Svo Hljótt (Si paisible)
11. Heysátan (La botte de foin)

## Anecdotes
- Les morceaux Milanó, Gong et Andvari sont chantés en « vonlenska ».
- La partition de Hoppípolla a été obtenue en inversant celle de Viðrar Vel Til Loftárása (de l'album Ágætis byrjun).
- Le morceau Með Blóðnasir est la suite de la chanson Hoppípolla. De même, Andvari est la suite de Gong.
- Le morceau Sæglópur a été utilisé à la fin de l'épisode 12 de la saison 1 de la série Sense8.